# フィンガー (単位)
1. シャフトメント (Shaftment)
2. ハンド (Hand)
3. パーム (Palm)
4. スパン (Span)
5. フィンガー (Finger)
6. ディジット (Digit)

フィンガー(finger)は、ヤード・ポンド法で使用される長さの単位である。大きく分けて2種類（細かく分けるとさらに多く）の異なる定義がある。

## 3⁄4～7⁄8インチ
成人男性の「親指以外の指 (finger)」の幅に由来する。この意味のフィンガーは、フィンガーブレドス (finger‐breadth、「指の幅」の意) ともいい、日本語では「指幅」と訳されることがある。
具体的な長さは一定せず、
- 3⁄4 インチ[1][2]= 1ディジット = 1.905 cm
- 7⁄8 インチ[要出典]= 7⁄6 ディジット = 2.2225 cm

と各種の定義がある（換算に使った「ディジット」は、指の幅に由来するもう一つの単位である）。また、「1インチ近く」とも表現される。
主に酒、特に、水割りする前のウィスキーの計量に用いられ、グラスに入れたときの液高（液底から液面までの高さ）をフィンガーで計る。実際には、正確に3⁄4～7⁄8インチ単位で計るわけではなく、自身の指（通常、中指・人差指・親指）を使うので、人によって1フィンガーの液高は異なり、グラスが異なればそれに対応する液量も異なる。この液量をアメリカでは俗にニップ (nip) とも呼ぶと呼ぶが、ニップは 1⁄6 英ジル ≒ 23.667 mL ないし 750⁄32 mL = 23.4375 mL に等しい体積の単位でもある。

## 4+1⁄2インチ
1⁄8 ヤード = 4+1⁄2 インチ= 11.43 cm と定義される。中指の長さに由来する。
布地の寸法を計るのに使われる。